# Christopher Pike (personaggio)
Christopher Pike è un personaggio immaginario dell'universo fantascientifico di Star Trek. È il capitano della USS Enterprise dal 2251 al 2265, dopo Robert April e prima di James T. Kirk. Appare per la prima volta nel primo pilota della serie televisiva Star Trek, Lo zoo di Talos (realizzato nel 1964, ma trasmesso per la prima volta solamente nel 1986), dove viene interpretato da Jeffrey Hunter. In seguito al rifiuto del pilota e alla realizzazione di un secondo pilota che consentirà alla serie di partire, il primo pilota verrà rimontato nel doppio episodio L'ammutinamento, consentendo a Hunter di apparire anche nella serie vera e propria, dove tuttavia nelle nuove riprese il personaggio viene interpretato da Sean Kenney. In seguito il capitano Pike compare nei primi due film della Kelvin Timeline, Star Trek (2009) e Into Darkness - Star Trek (2013), dove viene impersonato da Bruce Greenwood. Nel 2019 il personaggio riappare come capitano dell'Enterprise nella seconda stagione della serie televisiva Star Trek: Discovery, dove viene impersonato da Anson Mount, ruolo che l'attore riprende in seguito anche nelle successive serie spin-off di Discovery, Short Treks (2018-2020) e Strange New Worlds (2022-in corso).

## Storia del personaggio

### Serie classica
Christopher Pike nasce intorno al 2219-2220, sulla Terra, nella città di Mojave, California, negli Stati Uniti. Amante della vita all'aria aperta e poco mondana, possiede o ha posseduto una tenuta di campagna e due cavalli, di cui uno di nome Tango.
Si arruola molto giovane nella Flotta Stellare, grande organismo militare al servizio della Federazione dei Pianeti Uniti, presso cui si distingue con onore come ufficiale coscienzioso e dalle buone capacità di comando. Poco più che trentenne viene promosso al grado di capitano e assegnato al comando della nave ammiraglia USS Enterprise NCC-1701, coadiuvato dal primo ufficiale Una Chin-Riley, soprannominata "Numero Uno", e dall'ufficiale scientifico Spock, originario del pianeta Vulcano.
Nel 2254 comanda personalmente una squadra di sbarco su Rigel VII, dove subisce l'aggressione di alcuni guerrieri Kaylar in quella che sembrava superficialmente una fortezza abbandonata. Tre membri, tra cui il suo primo guardiamarina, della squadra soccombono, mentre altri sette vengono feriti, in maniera più o meno grave. L'esito di questo scontro porta Pike a interrogarsi drammaticamente sulle sue effettive capacità di capitano. Poco dopo, l'Enterprise fa rotta verso la colonia Vega per prestare soccorso ai suoi malati e infermi, ma intercetta una chiamata di soccorso in vecchio stile proveniente dalla USS Columbia, un vascello scientifico dichiarato disperso nel 2236.
Durante la missione di soccorso volta a scoprire le sorti di tale equipaggio, Pike viene preso in ostaggio dagli abitanti locali, i Talosiani, che da tempi immemorabili vivono nel sottosuolo, forti di grandi poteri telepatici con cui possono generare illusioni molto realistiche e proiettarle direttamente nelle menti altrui. Il loro scopo è quello di sospingerlo ad accettare di rimanere su Talos IV, accoppiandosi con una giovane donna di nome Vina, la sola a essere sopravvissuta al resto dell'equipaggio della Federazione. Tuttavia il capitano resiste fermamente ai Talosiani, scoprendo che certe emozioni come la rabbia e l'odio hanno il potere di frenarne il potere mentale, e viene rilasciato. Sebbene l'esperienza con i mondi illusori gli abbia permesso di riscattarsi di fronte a sé stesso come capitano, appena di fronte all'alto comando della Flotta Stellare sostiene la necessità di recidere tutti i contatti con i poteri dei Talosiani. Viene formulato l'Ordine Generale 7, che dichiara Talos IV pianeta proibito e sancisce la pena di morte per chiunque vi si rechi.
Dopo un lungo periodo trascorso come capitano dell'Enterprise, Pike viene promosso al grado di Capitano di Flotta pochissimi anni dopo, lasciando in eredità l'astronave a James T. Kirk, altro giovane e competente ufficiale in forte ascesa. In seguito, mentre si trova a bordo di una vecchia nave scuola di classe J, assiste alla rottura di un piatto deflettore, incidente che espone molti allievi e cadetti ai raggi delta. Il capitano aiuta parecchi cadetti a mettersi al sicuro, finendo con il subire un massiccio bombardamento radioattivo. Ormai sfigurato, scampa alla morte grazie a un congegno avanzato di supporto vitale, ma il danno fisico riportato gli impedisce di parlare e rispondere agli stimoli fisici. Grazie ad una sedia a rotelle, la cui tecnologia è direttamente collegata al suo cervello, può comunicare esclusivamente con segnali luminosi per rispondere a domande semplici che prevedono come risposta un sì o un no.
Nel 2267 Spock, ora primo ufficiale, mette in atto un piano per portare l'Enterprise alla Base Stellare 11, dove Pike è ricoverato, servendosi di un falso messaggio. L'intenzione del Vulcaniano è di portare Pike su Talos IV, dove i Talosiani potranno influire sulle condizioni dell'infermo con la telepatia e le illusioni in modo da evitargli un'intera vita nel suo corpo danneggiato. Giunto infine sul pianeta proibito trascorre il resto della sua vita così come un tempo i Talosiani avevano sperato per lui, ormai in pensione dal servizio attivo della Flotta Stellare e senza più alcun contatto con la Federazione.

### Kelvin Timeline
La linea temporale della serie classica viene alterata con l'arrivo di un'astronave romulana comandata da Nero, giunto involontariamente dal futuro tramite un buco nero, analogamente all'ormai anziano ambasciatore Vulcaniano Spock. In questa nuova realtà alternativa Pike è un ufficiale reclutatore dell'Accademia della Flotta Stellare che nel 2255 convince il giovane James T. Kirk ad arruolarsi nella Flotta seguendo l'esempio del padre, George Kirk, morto sulla USS Kelvin salvando ottocento vite, inclusa la sua, durante l'evacuazione dell'astronave una ventina di anni prima.
Nel 2258, invece, è l'ufficiale comandante della USS Enterprise NCC-1701, varata quando lo stesso Nero distrugge Vulcano. Viene catturato dal Romulano e brutalmente torturato affinché riveli i punti deboli delle forze della Federazione. Dopo una lunga agonia viene salvato infine da Kirk, che lo riporta sulla Terra dove viene decorato come grande eroe di guerra e promosso dai superiori al grado di Viceammiraglio. Kirk gli succede al comando dell'Enterprise come capitano, con l'obbligo di riferire direttamente a lui che, come risultato delle cruente torture subite dai romulani, è ora costretto a muoversi su di una sedia a rotelle.
Nel film Into Darkness - Star Trek Pike (che si muove ancora con l'ausilio di un bastone) viene nuovamente posto al comando dell'Enterprise in sostituzione di Kirk, rimosso per motivi disciplinari. Poco dopo viene però ucciso da Khan Noonien Singh, sotto le mentite spoglie di John Harrison. Questo avvenimento spinge Kirk a cercare Khan per vendicare Pike.

### Star Trek: Discovery
Nella seconda stagione della serie televisiva Star Trek: Discovery, a causa di un evidente minaccia alla Flotta Stellare, il capitano Pike assume il comando della USS Discovery, lasciando la danneggiata Enterprise alla comandante Una Chin-Riley, che la farà rimorchiare per le riparazioni, mantenendo il comando quasi fino alla fine della stagione stessa. La missione di Pike è indagare con la Discovery, dotata di un'avveniristica propulsione "a spore" che la fa saltare istantaneamente da un punto all'altro della Galassia, azzerando le distanze e i tempi di percorrenza, su una serie di segnali luminosi che appaiono apparentemente senza senso nello spazio federale (e non), ma che hanno una precisa logica.
Assieme alla comandante Michael Burnham, sorella adottiva di Spock, e al comandante Saru, riuscirà a sottrarre la nave dalle grinfie di Controllo, un'intelligenza artificiale divenuta autocosciente che vorrebbe annientare l'intera vita biologia della Galassia. Sulla Discovery, infatti, a parte la propulsione a spore, è presente anche la coscienza di una "sfera-dati", vecchia di centomila anni, creata da un'antica ed evolutissima civiltà, che contiene l'intero scibile della Galassia. Lasciando il comando a Saru, Pike riuscirà a far spedire la Discovery nel XXXII secolo (unico modo per sottrarla a Controllo) grazie a Burnham, che riesce a utilizzare una tuta temporale creata dalla madre biologica.
Durante la missione a bordo della Discovery Pike viene in contatto con un cristallo temporale, custodito dal monastero sul pianeta klingon Boreth, necessario per il funzionamento della tuta temporale; toccandolo ha visioni di un suo incidente futuro che lo immobilizzeranno su una sedia a rotelle, sfigurandolo e rendendolo un vegetale.

### Star Trek: Strange New Worlds
Dopo la fine della prima missione quinquennale dell' Enterprise (2259) e subito dopo gli avvenimenti al comando della Discovery, Pike si ritira in congedo sulla Terra. Il capitano è sconvolto dalle visioni del suo futuro. Qui viene informato dall'ammiraglio Robert April che la sua ex Numero Uno, Una Chin-Riley, ora al comando di un piccolo vascello scientifico, è stata rapita da un popolo alieno. Pike riprende così servizio e inizia la sua seconda missione quinquennale, affiancato da Una Chin-Riley, Spock, La'an Noonien-Singh, lontana discendente di Khan, e dalla promettente cadetta (poi guardiamarina) Nyota Uhura.

### Altri media
Al di fuori delle informazioni canoniche avute dalla sua unica apparizione filmata il capitano Pike è protagonista di alcune vicende legate a romanzi e narrazioni considerate non canoniche, in cui vengono approfondite la sua figura di ufficiale prima della missione su Talos IV, le sue origini personali, la sua vita dopo esser stato ferito e lasciato su Talos IV.
Alcune storie riferiscono che Pike ha servito in qualità di ufficiale esecutivo a bordo della Enterprise sotto il capitano Robert T. April. Lo USS Enterprise Officer's Manual, di Doug Drexler e Geoffrey Mandel, suggerisce che il suo nome completo sia Christopher Robin Pike, mentre il romanzo di Diane Carey, Final Frontier, edito da Pocket Books, lo indica con il nome di Christopher Richard Pike. Il romanzo Pocket Vulcan's Glory, a firma della sceneggiatrice D.C. Fontana, dice che Pike aveva precedentemente comandato la nave stellare USS Yorktown, un riferimento al nome originale che avrebbe dovuto avere l'Enterprise. Nel romanzo della collana Star Trek: Enterprise, The First Adventure, Pike viene promosso commodoro dopo aver rinunciato al comando dell'Enterprise. Questo potrebbe indicare che "capitano di flotta" era considerato una posizione e non un grado. Il romanzo non canonico Burning Dreams, narra nei dettagli la sua vita e carriera, così come Where Sea Meets Sky, sesto volume della serie The Captain's Table. Burning Dreams narra che dopo l'incidente su Talos IV, Pike passa la maggior parte della sua rimanente carriera domandandosi se la sua vita e tutto quello che ha sperimentato non siano state illusioni vissute nella sua cella su Talos. Nel romanzo della collana Star Trek: Deep Space Nine, Unity, Ezri Dax sostiene che Pike abbia fatto parte della missione congiunta Flotta Stellare - Trill durante la quale viene scoperto il parassita neurale. A quel tempo, Pike era già un capitano della Flotta Stellare.
Le avventure come capitano dell'Enterprise di Christopher Pike sono al centro della serie di fumetti, pubblicati dalla Marvel, Star Trek: Early Voyages, i quali narrano che il padre di Pike è l'ammiraglio in congedo Josh Pike.

## Sviluppo
James Blish notò che le sceneggiature erano state «pesantemente revisionate da varie calligrafie, e che Pike appariva confusamente con diversi nomi, come per esempio Captain Spring o Captain Winter». La stesura rivista di Lo zoo di Talos del 20 novembre 1964 lo definì "Capitano James Winter".

## Interpreti
Nel primo episodio pilota della serie classica, Lo zoo di Talos, il capitano Pike viene interpretato dall'attore statunitense Jeffrey Hunter. Nella serie classica era inoltre previsto che il protagonista della serie sarebbe stato proprio Pike, interpretato da Hunter, ma l'attore rinunciò al ruolo. Il creatore della serie Gene Roddenberry sostituì dunque il suo personaggio con quello del capitano James T. Kirk, interpretato da William Shatner.
Nel film fanfiction del 2016 Star Trek: Captain Pike diretto da Todd Shawn, Christopher Pike viene interpretato dallo stesso regista del film.
Il capitano Pike viene introdotto nuovamente sulle scene del film del 2009 Star Trek, in cui viene interpretato dall'attore statunitense Bruce Greenwood. Nelle serie tv Star Trek: Discovery e Strange New Worlds viene interpretato da Anson Mount.

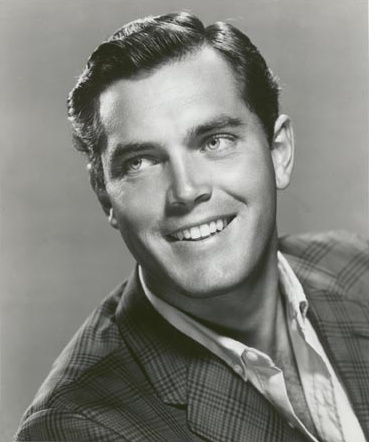
Jeffrey Hunter, interprete di Christopher Pike nella serie classica
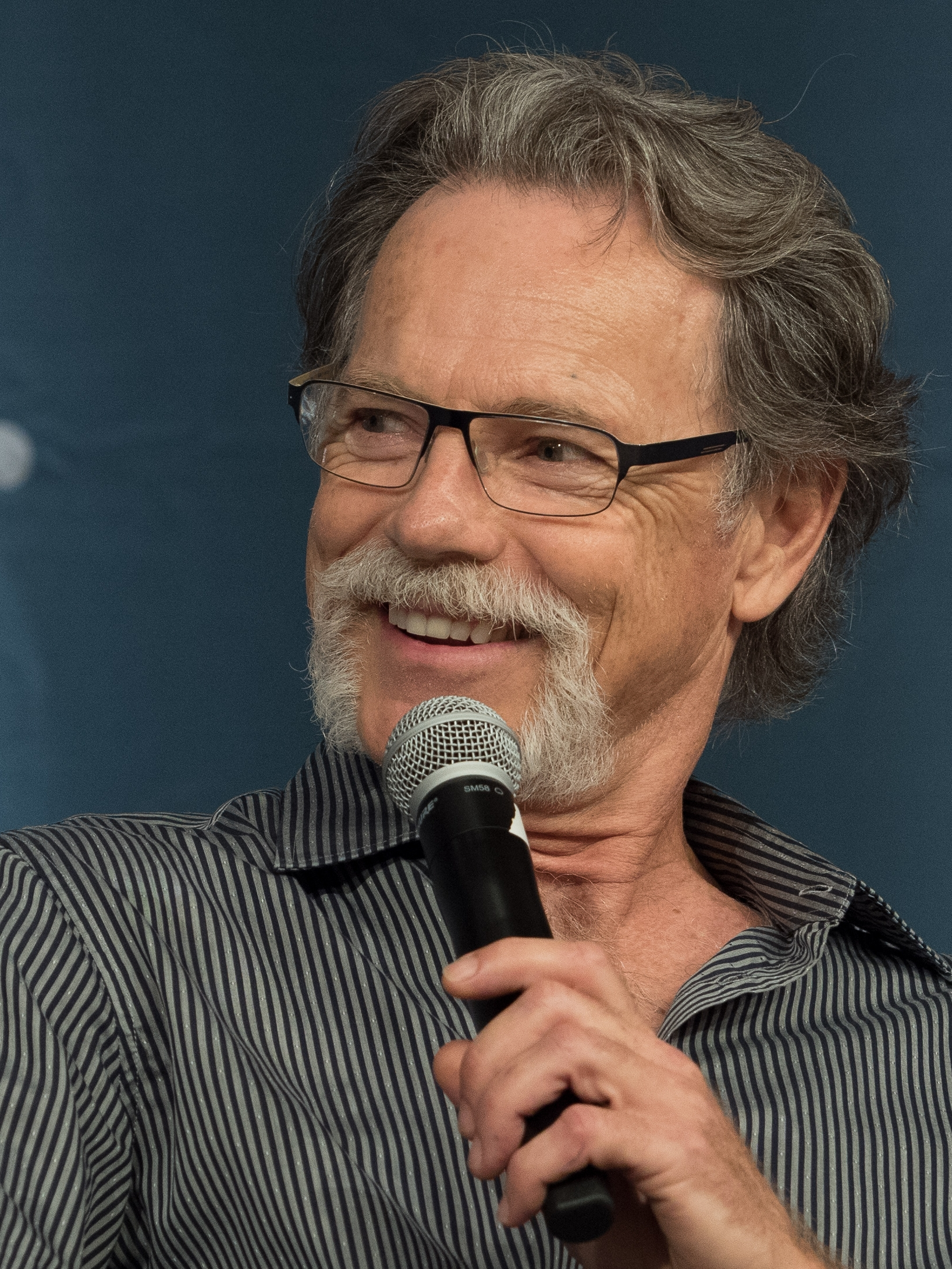
Bruce Greenwood, interprete di Christopher Pike nella Kelvin Timeline
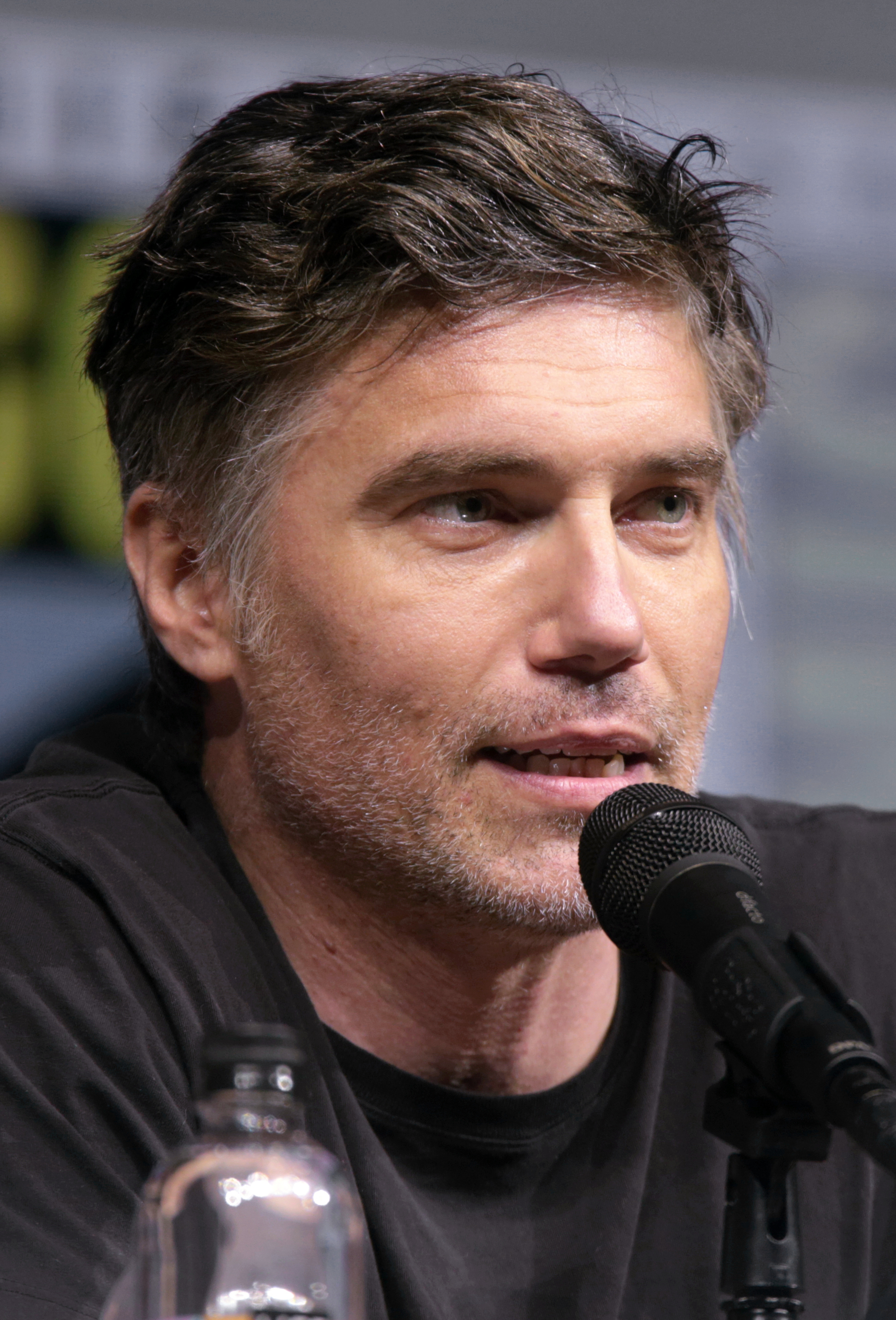
Anson Mount, interprete di Christopher Pike nell'Expanded Universe

## Merchandising
- La Mego, azienda che negli anni settanta aveva creato una celebre serie di action figure da 8" snodabili e con abiti in stoffa riproducenti i personaggi e gli alieni principali della serie classica di Star Trek e che nel 1979, in concomitanza con l'uscita del film Star Trek, aveva creato due linee di action figure da 3" e da 12", nel 2020 ha commercializzato nella propria linea di action figure da 8" Star Trek alcuni personaggi della serie televisiva Star Trek: Discovery, compreso quello del capitano Pike interpretato da Anson Mount e protagonista delle serie Star Trek: Discovery, che è stato distribuito nel 2021.[4][5] Nel 2023 la Mego ha prodotto anche le action figure da 8" di Spock e Christopher Pike dell'Expanded Universe, così come appaiono nella serie Star Trek: Strange New Worlds.[6][7][8]

## Filmografia

### Cinema
- Star Trek, regia di J.J. Abrams (2009) - Bruce Greenwood
- Into Darkness - Star Trek (Star Trek Into Darkness), regia di J.J. Abrams (2013) - Bruce Greenwood
- Star Trek: Captain Pike, regia di Todd Shawn (2016) - Todd Shawn

### Televisione
- Star Trek - serie TV, episodi 1x00-1x11-1x12 (1964-1966) - Jeffrey Hunter, Sean Kenney
- Star Trek: Discovery - serie TV, 14 episodi (2019) - Anson Mount
- Star Trek: Short Treks - serie TV, episodi 2x01-2x02-2x03 (2019) - Anson Mount
- Star Trek: Strange New Worlds - serie TV, 30 episodi (2022-2025) - Anson Mount

## Giochi

### Videogiochi
- Star Trek Timelines (2016)